# Hästens historia
Hästens historia börjar med en liten häst som var av samma storlek som en räv och fortsätter sedan under utvecklingen till den moderna hästen eller när hästen tämjdes, vilket var en företeelse som skedde ganska sent i jämförelse med våra andra tama husdjur. Hästen har gått från att vara jagad för sitt kött till att bli ett av våra vanligaste husdjur. Den är inte bara är ett nyttodjur utan används även som sällskapsdjur och till hobby- och fritidsintressen. 

## Hästens evolution
Som hästens "stamfader" brukar man räkna Eohippus, ett däggdjur som levde för 60-40 miljoner år sedan, och inte var större än våra tiders katt. Eohippushästen utvecklades och blev större och mer hästliknande drag. Även tänder utvecklades och anpassades till födan som hästarna åt. Från att ha levt på mjuka knoppar och blad blev hästarna istället gräsätare. Den sista förhistoriska hästen i ledet var pliohippus.
Från Pliohippus utvecklades de två hästarterna Equus och Asinus för ca 5 miljoner år sedan. Asinus utvecklades till bland annat åsnan och zebran, medan Equus utvecklades till de första urhästarna. Bland annat märks de europeiska tarpanerna och den större skogshästen som är stamfader till alla dagens moderna kallblodshästar. I Sibirien utvecklades en köldtålig, vit häst som kallas tundrahäst som dock inte hade speciellt stort inflytande på den moderna hästen. Przewalskihästen är den mest kända av urhästarna och den enda som fortfarande existerar idag, även om en flock konstgjorda tarpaner har återuppfötts i Polen.
Genom att människan tämjde hästen för cirka 6 000 år sedan blandades urhästarna och utvecklades. Idag har man en teori, baserad på benfynd i Europa och Asien, där man lagt till en länk i hästens utveckling. Bland annat räknar man numera med fyra olika typer som skulle fylla i den lucka som saknats mellan urhästarna och dagens moderna häst. Av de fyra typerna återfanns två ponnytyper, en som levde i nordvästra Europa och en som levde i norra Eurasien. Två hästtyper hittades också varav båda existerade i centrala och östra Asien. Det var så småningom dessa fyra typer som utvecklades genom en mer utvecklad avel, till dagens moderna häst som spreds med hjälp av nomadiska stammar och resande.

## Innan hästens domesticering

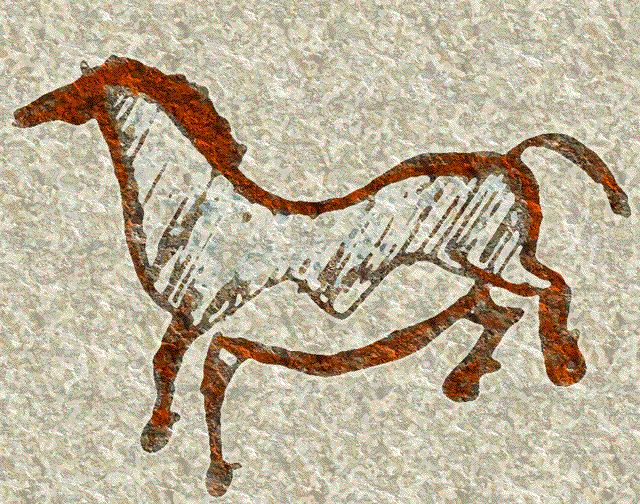
Grottmålningar av hästar har daterats till 30 000 år tillbaka i tiden

Hästen sägs vara det sista av våra tama husdjur som människan domesticerade. Redan för 14 000 år sedan domesticerades hunden då den var oumbärlig under jakt. Även katten domesticerades redan i gamla Egypten för flera tusen år sedan. För 8 000 till 10 000 år sedan höll människan även hjordar med får, kor eller grisar och även höns ska ha funnits och använts både för att ge ägg och som offerdjur. Men 30 000 år gamla grottmålningar från Frankrike visar att människan visste om hästen och att de fanns i närheten. Många jordbrukare höll mest boskap som kor eller får och anledningen till detta var troligtvis att små djur som hundar, får eller grisar var lättare att tämja än hästarna och även korna hade en mer människovänlig natur och tämjdes lätt. Korna kunde dessutom ge mjölk, kött och djurhud till kläder och fyllde därför de behov människan hade. Efter att vagnen uppfanns kunde kor och oxar även dra dessa. Hästar jagades istället för sitt kött, oftast genom att en stor grupp människor trängde flockarna i en återvändsgränd där de sedan kunde klubba ner dem eller tvinga dem utför branta stup. Nedanför klipporna i Solutré i Frankrike har väldiga mängder ben från hästar grävts fram. Tillsammans med grottmålningarna utgjorde detta ett bevis på att hästen användes som föda redan innan domesticeringen. 

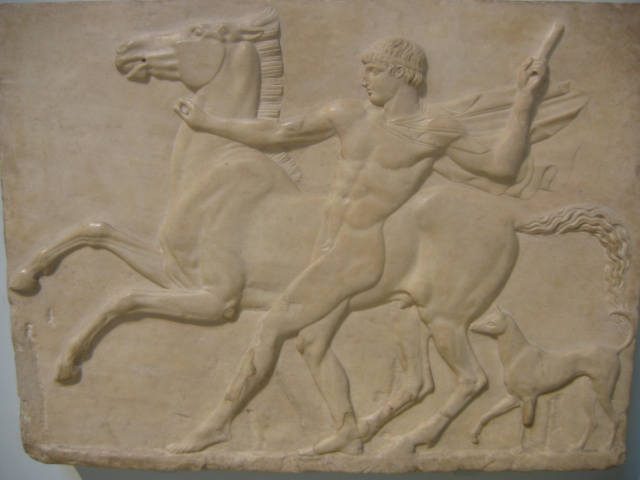
Denna relief visar att mannen använde sig av hunden medan hästen jagades för kött

Kanske till och med så mycket att hästen nästan utrotades innan människan kunde domesticera hästen. Av 5 000 benrester som hittats i utgrävningar i Tyskland var bara 17 från hästar. Hade inte idéer om domesticering och ridning av hästen dykt upp hade troligen hästen varit ett minne blott idag.
Ytterligare ett bevis på länken mellan ren och häst var de märkliga fynd efter skyterna som grävdes fram 1929 i Altai i Sibirien. Gravfynden var väl bevarade i den frusna jorden och graven innehöll bland annat hästar med specialtillverkade masker av järn, trä eller ben, med horn som förklädde hästarna till renar. Men meningarna går isär och det finns även teorier om att det var den vanliga boskapen som inspirerade människan att domesticera hästen eller att det till och med var onagern som var föregångaren då dessa användes som dragdjur i Mesopotamien långt innan hästen. Onagerna var dock både envisa, svårtämjda och hotfulla mot människor och människan valde bort onagern sedan försöken att tämja hästarna hade lyckats.

## Domesticeringen
Domesticeringen lär ha börjat i Asien och Eurasien för cirka 5 000–6 000 år sedan av nomadiska folkstammar. De första hästar som domesticerades var ganska små, med mankhöjd på ca 130 cm. De nomadiska folkstammarna har använt hästarna som mjölkdjur och transportdjur. Tydliga spår av tamhästar har funnits i Botaikulturen som daterats till 3500 f.Kr. Dessa hästar var sannolikt väldigt primitiva med tjock och lurvig eller spretig päls för att klara av det kalla klimatet. Dessa hästar levde i flockar från Ukraina till Sibirien. Nomadstammarna bör även ha haft med sig ökenhästar som både fanns vilda och avlades på Arabiska halvön och på de torra stäpperna i Mellanöstern. Nomadernas kontakt med de olika städerna och civilisationerna ledde till att de tama hästarna och kunskapen spriddes. Men även andra civilisationer som inte kom i kontakt med nomaderna lär ha kommit på idén att tämja hästar, bland annat har bevis hittats för detta i Ukraina där de små hästarna även levde. Men även hästar av lättare, ädlare arabisk typ fanns i området och var mer lämpade för hett och torrt ökenklimat, samt kelternas hästar som hade andra och bekvämare gångarter än de andra hästarna, något som var viktigt för de första ryttarna som red utan stigbyglar.
De första hjordarna av hästar hölls sannolikt i enkla hagar, liknande dem som använts i flera tusen år till annan boskap. Gravfynd visar att de första hästhållarna inte höll sig med hingstar utan mest ston, troligtvis för att hingstar har en mer svårhanterlig natur. Avel kan då ha skett genom att man band fast brunstiga ston där vilda hästar syntes till så att dessa kunde betäckas. Denna sorts avel tillämpas fortfarande på en del ställen där vilda eller halvvilda hästar förekommer. De hingstföl som föddes kastrerades eller slaktades för kött. Stona var inte bara lättare att hantera utan gav även människan mjölk. Hästarna bör ganska snabbt ha gått från att bli jagade för sitt kött till att bli älskade och oumbärliga. Sagor och mytologi från Indien handlade många gånger om hästar, och människor begravdes med ett hästhuvud istället för sitt vanliga huvud, en rit som troligtvis tydde på att hästen även skulle hjälpa människan i livet efter detta. 
Arkeologiska fynd visar att tamhästarna spreds västerut från centrala Asiens högplatåer till Europa och till Kina och Japan.
DNA-studier visar på en väldigt liten variation på Y-kromosomens DNA mellan hingstar från olika hästpopulationer. Y-kromosomen ärvs bara från hingst till hingstföl. Slutsatsen är att alla tamhästar härstammar från ett mycket litet antal hingstar. Det antas att man under domesticeringen identifierat ett fåtal hingstar som varit mer medgörliga och avlat på dem. Mitokondrie-DNA som endast ärvs från ston visar på mer variation.
Hästens beteende har inte ändrats så mycket från den typ av häst som fångades in för 6000 år sedan och domesticerades. Hästen har samma beteende, men de är inte längre rädda för oss. De beteenden som finns kvar är framförallt födosökbeteendet, de äter mycket och långa stunder på dagen. När de blir rädda är deras främsta instinkt att fly.
Hästen består idag bara av ett släkte, Equus. I detta släkte finns det sex nu levande arter, hästen, åsnan, halvåsnan och tre arter av zebror. De enda man har lyckats domesticera inom detta släkte är hästen och åsnan. Man vet inte riktigt varför det inte gick eller går att domesticera zebran.

## Hästen i människans tjänst

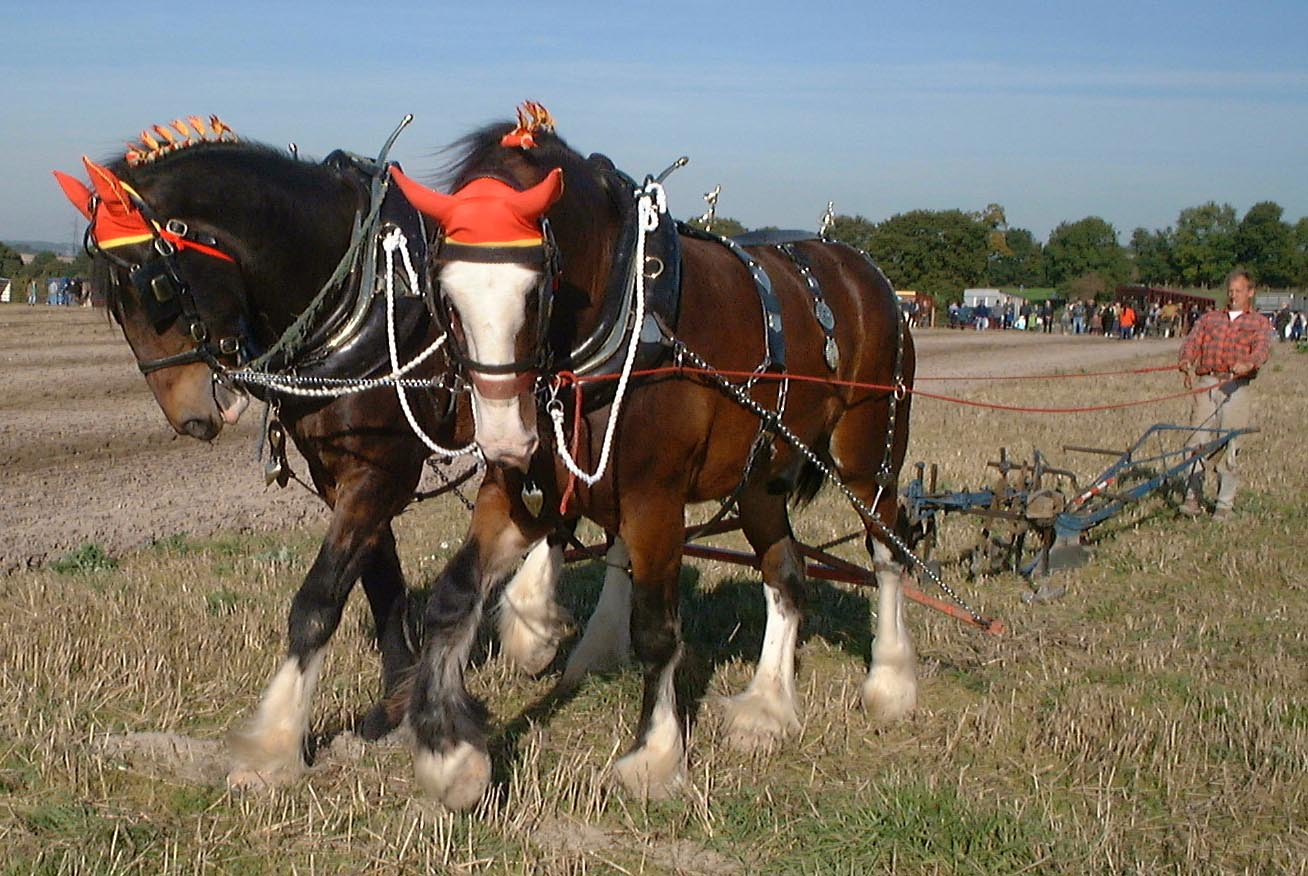
Hästens domesticering ledde till att människan lättare kunde resa, transportera och bruka jorden

Sedan domesticeringen har hästen varit till stor nytta för människan både som mat, transport och för att erövra världen. I de flesta stora civilisationer har hästen haft stor betydelse och i och med att krigföringen började göras till häst, utvecklades även avel med stora och starka hästar.
Bland annat användes hästen inom jordbruket för att plöja och även inom för transporter som klövjehäst och till krig och vardagsridning. Långt senare skulle hästarna även användes inom den industriella revolutionen.
Idag används hästen mest till ridning av olika slag. Den används inte lika ofta som transportmedel eller till att plöja.

### Gravarna i Pazyryk
Forskarna fick en djup insikt i hästens roll i och med upptäckten av gravarna i Pazyryk nära floden Ob i Sibirien. Gravarna grävdes ut mellan 1929 och 1949 och innehöll kvarlevorna av ca 14 hästar, daterade till ca 400–300-talet f.Kr. Det som var häpnadsväckande med detta fynd var att hästarna var så väl bevarade och man kunde till och med se hur hästarna hade fått sina manar klippta och sina svansar flätade. Detta berodde på att vatten från floden hade sipprat ner i gravarna och sedan fryst och på så sätt bevarat allt från förruttnelse.
Gravfynden gav bland annat forskarna svar på hur hästarna sett ut under den här tiden, hur sadlar och seldon utformats och vad hästarna användes till. Forskarna kunde även se hur man hade skött hästarna och hur de hade utfodrats. Detta gav ytterligare en möjlighet att förstå hur betydelsefull hästen hade varit. 

### Hästar i strid
Hästen har använts i strid och krigföring ända sedan domesticeringen och den första dokumentationen av strider till häst kommer från assyriska lertavlor som daterats till år 890 f.Kr. Tavlorna visar assyriska kavallerier som besegrar andra arméer. Under folkvandringstiden började hästen också i norra Europa få en större militär funktion, samtidigt som hunnerna, ett beridet mongoliskt folkslag, invaderade delar av Västeuropa. Under de kommande 2 000 åren var den grekiska kavalleritekniken den mest framträdande.
Efter hand utvecklades den beridne riddaren och soldater till häst i tunga rustningar vilka blev det viktigaste militära vapnet under medeltiden tills bruket av långbågarna och eldvapnen blev det effektiva försvaret mot en anfallande ryttarhär. Kavalleriet med lättare skyddsutrustning fortsatte att vara en kraftfull del av de europeiska arméerna fram till första världskriget då de moderna eldvapnen gjorde det omöjligt för hästen att delta i större krigsinsatser. I och med andra världskriget hade kavalleriet helt spelat ut sin roll och arméerna "avhästades".
Under modern tid har stridshästarna främst använts av kavalleriet och polisen vid större upplopp och festivaler, och även under militära uppvisningar. Dock har hästen använts av arméer i bland annat Afghanistan så sent som 1979 när Ryssland invaderade landet.

### Hästen som kör- och riddjur

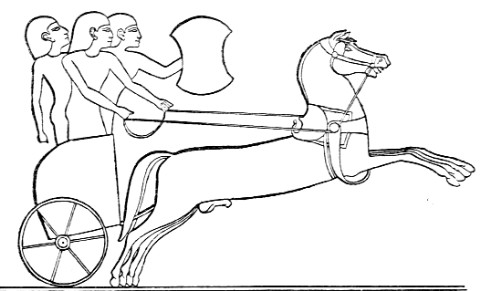
De gamla egyptierna körde med tvåspann redan 1600 f.Kr.

I Europa började man rida hästar först efter år 2200 f.kr. Man vet inte varför människan kom på idén att rida hästarna. Teorier har lagts fram om att renskötarna hade ridit renarna och på så vis även satt sig på hästen men inga konkreta bevis finns för detta, förutom sadlar från nomaderna som kunde använts enbart på renar eller tillverkats i hopp om att kunna tämja hästen så småningom. Den mest sannolika teorin var att boskapshållarna insåg fördelen med att sköta hjorden från hästryggen då hästen var snabbare än människan. Människan inte hade lika stor uthållighet och kunde därför driva boskap under både längre tid och längre avstånd.
Släpor, vagnar och kärror utvecklades för att kunna utnyttja hästen till packning och resor för flera personer samtidigt. Men framförallt ökade även krigföringen när man kunde transportera vapen och rida hästarna i strid, och de hästar som var för små för att ridas kunde nu användas som dragdjur. Utvecklingen av vagnen ledde bland annat till att nya platser kunde koloniseras. Egyptierna koloniserade bland annat dalgångarna vid Eufrat och Tigris. Ekerförsedda hjul på vagnar har funnits sedan 2500 f.Kr. i Mesopotamien. Egyptierna hade avancerade häststridsvagnar som kördes med tvåspann redan 1600 f.Kr. och under 1300-talet f.Kr. hade Kina fulländade vagnar som inte förändrats mycket under alla århundradena.
Med hjälp av vagnen spreds även kelterna i Europa. När hästkulturen utvecklades uppfanns även bett, sadlar och olika slags seldon som körselar och träns. Runt år 1000 f.Kr. började man tillämpa skötsel av hästen med borstar och hovvård. Sannolikt märkte man att hovarna växer på hästarna och att hästar med för långa hovar fick svårt att gå. Det var hettiterna som först började med omfattande hästvård. Dokumentationer har även visat att man redan på 1300-talet f.Kr. hade foderstater mycket lika våra moderna foderstater med hö, säd och foderlusern. Det som är mest intressant var att man hade kunskapen att utfodra hästen efter den mängd träning eller jobb hästen genomförde, för att på så sätt hålla dem i perfekt kondition.

## Medeltiden

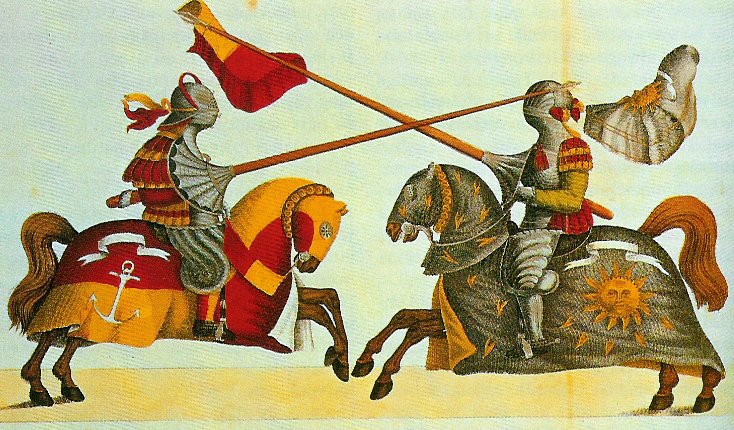
Tornerspel och mer avancerad ridkonst utvecklades under medeltiden

Under medeltiden hade hästaveln kommit så långt att man nu utan problem kunde avla fram olika typer av hästar, bland annat den kraftiga och välkända stridshästen destrierhästen, även mer allroundtyper som courserhästen eller den lätta ridhästen palfreyhästen utvecklades. Under den här tiden fanns fortfarande inte begreppet hästraser utan man avlade fram typer som fick sitt namn efter sina egenskaper, uppfödaren eller området de kom ifrån.
Medeltiden var då utvecklingen skedde fort, även inom hästhållningen. Under medeltiden utvecklades ridkonsten och bland annat anses de högra skolorna, de stegringar på kommando och högtflygande språng som utförs vid Spanska ridskolan i Wien, ha utvecklats då. Sadlarna blev bättre och bekvämare, och man utvecklade bättre bett, hästskor, sporrar och stigbyglar.  
Efter medeltiden började även aveln att inriktas på olika hästraser, och hästhållning i både teori och praktik var så gott som fulländad. Prov på ridkonst och hästarnas mod, styrka och snabbhet prövades i kapplöpningar och tornerspel.

## De stora civilisationerna
Ända sedan hästen först domesticerades för ca 6000–7000 år sedan har människan insett fördelen med att använda hästen inom krigföringen. Hästen hade nästan alltid en vital roll i utbredningen av våra mäktigaste och största civilisationer. På en del ställen hade hästen fortfarande inte domesticerats och det bör ha varit en ganska skrämmande syn att se kejsare och soldater rida och tämja dessa vilda hästar, vilket underlättade för arméerna att inta städer och hela områden. Hästen användes i kriget ända fram till andra världskriget innan arméerna började använda stridsvagnar och snabbare fordon.

### Mellanöstern och Orienten
Från omkring 2000 f.Kr. bildades hierarkiska adelssamhällen i Orienten och Indien, där man hade stor användning av hästen och häststridsvagnen för att erövra mark. Omkring 1650 f.Kr. invaderades Egypten av Hykos som införde stridskonst med häst i landet, varefter hästen fick en militär betydelse även här. Hurriterna använde hästar som dragare till stridsvagnar, och de hästägande utgjorde hurriternas högsta klass (marjanni). Skyterna som räknas som de första och främsta hästfolken stred från hästryggen med hjälp av pilbågar, något som krävde stor säkerhet och balans.
Hästen hade en betydande roll under 500-talet f.Kr. när perserna erövrade hela mellanöstern. Bland annat utvecklades de första typerna av häst som var framträdande lika i typ, utseende och karaktär. De persiska arméerna använde sig främst av en häst kallad niceahäst, den användes även av den babyloniska armén. Niceahästen var en stark och tålig häst som troligtvis hade sitt ursprung i spanska hästar och den stora, tunga europeiska skogshästen. asiatiska vildhästar kan även ha ingått i blandningen. Detta visar att perserna hade kunskap inom hästavel och hur man kunde få fram olika egenskaper hos hästar. De niceanska hästarna var troligtvis större än sina föregångare och otroligt starka. Kanske var de även hetlevrade då de hästar som hittats i utgrävningarna hade skarpa bett för att kunna kontrolleras av perserna. Niceahästen skulle bli den första "hästrasen" som avlades för typ och användning och var den mest eftersökta hästen av både nomadiska stammar, grekerna och romarna. Niceahästen fick sitt namn efter staden Nicea i Turkmenistan där den först avlades. Även om begreppet hästras inte skulle finnas till förrän om 2 000 år var detta prototypen till all dagens hästrasavel. Niceahästen försvann så småningom genom utavel med andra hästar när efterfrågan på andra slags hästar ökade. 
Hästsporten härstammar från perserna och Indien då man organiserade kapplöpningslopp och spelade en tidig variant av hästpolo. Hästar blev även vanliga som hedersgåvor. I provinsen Medien höll perserkonungen betesmark för 50 000 hästar och armenierna gav honom upp mot 20 000 föl varje år. Cilicierna donerade även de en vit häst för varje dag under kalenderåret. Just vita hästar spelade en framträdande roll i persernas religion och i deras ceremonier. Ljusets gud Mithras kallades "de vida ängarnas herre" och avbildades oftast körande en vagn som drogs av 4 vita, odödliga hästar som var skodda med guldskor och uppfödda på ambrosia. Vita hästar offrades ofta till hans ära.
Kommunikation utvecklades även med hjälp av hästar under det persiska riket. Perserna var de första som använde postbud som red mellan olika städer för att lämna bud och meddelanden. Även mongolerna utvecklade ett liknande system 1800 år senare, fast de hade då både stigbyglar och bekväma sadlar, vilket perserna inte hade. Galopp eller skritt bör ha varit att föredra för kurirerna, istället för trav som är en väldigt stötig gångart. Det är även mycket troligt att man då utvecklade avel på hästar med andra gångarter som var bekvämare att rida i än de naturliga gångarterna. En del arkeologiska fynd från den här tiden har visat hästar som ser ut att gå i passgångsliknande gångarter.

### Kina
Hästen hade ingen central roll i Kina förrän flera tusen år efter att hästen tämjdes, trots att domesticeringen av hästen troligtvis skedde i Asien och det fanns stor tillgång till hästar både på de mongoliska stäpperna och i de större öknarna i mellersta Asien. Inte förrän under 200-talet f.Kr. började hästens popularitet växa i Kina, ungefär 400 år efter att starka kavallerier redan upprättats i västra Asien. Däremot var kineserna ett praktiskt folk som hade förmåga att organisera och styra och istället för att utveckla själva hästhållningen eller hästaveln så skedde i stort sett alla förbättringar av seldon och utrustning i Kina. Kineserna uppfann bland annat hintertyget, en rem som hjälper vagnshästen att bromsa tunga vagnar med mycket last. Kineserna utvecklade även den enkla bröstselen och lokselen som gjorde att hästen kunde använda sin styrka optimalt för att dra vagnarna. Sedan man utvecklat ridkonsten och aveln i landet uppfann kineserna även en svansrem för att hålla sadeln på plats. Alla dessa uppfinningar används än idag under körning och ridning. 
Trots att hästen inte var viktig för kineserna hade man utvecklat avancerade vagnar redan på 1300-talet f.Kr. De utvecklade då en teknik för att köra hästarna i tandem, med den ena hästen bakom den andra för att minska belastningen på varje häst och för att kunna komma fram fortare på vägar där det inte fanns gott om plats. Under Qindynastin (221-207 f.Kr.) standardiserades vikt- och måttsystemen och kineserna började då klassificera vagnarna genom att mäta axelbredd och djup och bygga vagnar som bättre var anpassade till vägarna. En del vägar var breda nog att rymma tre vagnar i bredd, och det fanns även speciella omkörningsfiler för hästekipagen.
Under 200-talet f.Kr. började kineserna mer och mer att förlita sig på beridna kavallerister istället för vagnsburna. Det vagnsburna ekipaget var mycket långsammare än beridna arméer och hade dessutom svårare att ta sig fram i terräng. Med hjälp av kunskap om hästavel och hästar som hämtats i bland annat Mongoliet började man avla fram stridshästar och från och med mitten av 100-talet f.Kr. avlade kineserna målmedvetet fram en överlägsen typ av häst som skulle göra det möjligt för de kinesiska arméerna att besegra de anfallande nomadkrigarna.
Efter att hunnerna försökt att tränga djupt in i landet skickade kejsaren sändebud till Baktrien och Fergana för att köpa avelshästar av en speciell typ som kallades "Samarkands gyllene hästar". Dessa ferghanahästar var avkommor från den gamla persiska niceahästen och kallades även himmelska hästar, eller "hästarna som svettas blod". I själva verket hade dessa hästar en parasit under huden som orsakade en liten blödning i varmt väder, vilket syntes som ljust rosa fläckar i pälsen när blodet blandades med hästens svett. Kineserna fick slåss hårt för att få att köpa Ferghanahästarna. Kineserna skaffade även hästar från Turkmenistan och Syrien. Mest eftertraktade var hästar med en metallisk glans i pälsen som fanns hos de turkmenska hästarna och Ferghanahästarna som var förfäder till dagens achaltekeerhäst som fortfarande innehar den metalliska guldglansen.
Dock var kinesernas kunskaper i hästavel inte lika utvecklade som i övriga Asien. Fölen som föddes av de importerade hästarna höll inte alls lika hög klass. För att få tag på ytterligare avelsmaterial och lära sig mer om avel skickades upp mot tio handelsdelegationer till Mellanöstern mellan år 138 och 126 f.Kr. Man hade bland annat med sig sidentyger, jade och korall för att byta till sig hästarna. Allt fungerade väl tills en av handelsdelegationerna blev avrättade av Ferghanas regent som även beordrade exportförbud av Ferghanahästarna till Kina. Som hämnd skickade den kinesiska kejsare Wu Ti ut en armé för att med våld beslagta de himmelska Ferghanahästarna. Efter en vandring på över 4 800 km och hårda strider lyckades Kinas armé beslagta ca 3 000 hästar. Under Tangdynastin på 600-talet e.Kr. hade man lyckats utveckla sin avel och hade byggt stuterier i de kalkrika norra områdena där man hyste över en kvarts miljon hästar. Med hjälp av kejsarnas nya armé lyckades Kina bre ut sig över Asien och fler handelsvägar öppnades till och från Kina.

### Antikens Grekland
Den tidigaste berättelsen om krigföring till häst berättades av den grekiska Homeros i Iliaden. Homeros skriver där om avancerade tekniker, bland annat de två hjältarna som stred med hjälp av vagnar, dragna av två hästar. Grekerna avgudade även hästar, bland annat genom legenden av den bevingade hästen Pegasos och stridsguden Ares som före soluppgången åkte en vagn dragen av fyra vita hästar som var symbol för den högsta renheten.
Grekernas storhetstid räknas ha börjat runt år 480 f.Kr. efter att de första persiska invasionerna hade slagits tillbaka av Alexander den stores armé. Tack vare detta kunde nu det antika Grekland breda ut sig. Grekerna hade då använt sig av hästen i ca 1 500 år, sedan 2000-talet f.Kr. Bevis på detta har hittats i mykenska gravar och på krukor och urnor som daterats till 2000-1500 f.Kr. Hästen användes som dragdjur istället för riddjur och grekernas nationalsport var kapplöpningar med häst och vagn. De få hästägare och hästuppfödare som fanns i Grekland drömde oftast om att få fram en vinnare till de olympiska spelen. Grekland har dock aldrig varit speciellt lämpligt för hästuppfödning och uppfödarna fick förlita sig på importer som korsades med inhemska hästar, framförallt hästar från Tessalien. Den största influensen kom från orientaliska ökenhästar och bland annat ferghanahästarna. För att öka storleken på hästarna utavlades de även med persiska hästar. Alexander den stores far Filip II av Makedonien importerade 20 000 ston från skyterna och Alexander själv krävde vid ett tillfälle perserna på 50 000 hästar. Trots detta blev inte medelhöjden hos hästarna högre än den nuvarande högsta tillåtna mankhöjden för ponny som ligger på 148 cm.
Innan den grekiska erövringen hade Grekland inget större kavalleri, eller någon större kunskap om hästavel och krigföring till häst. Hästarna användes nästan uteslutande för att dra vagnar med vapen eller soldater och grekernas hästar var ofta alldeles för små för att man skulle kunna rida dessa. När perserna skulle drivas tillbaka var man i stort behov av ett smidigare kavalleri, mycket på grund av den bergiga terrängen i Grekland som gjorde framkomsten med häst och vagn mycket svår. De beridna soldaterna hämtades från de högre samhällsklasserna i städerna, då dessa var de enda som enligt lag fick hålla sig med häst och där ridkonsten ingick i de yngre männens utbildning. Trots den knappa kunskapen om hästar lyckades grekerna skapa en armé och utveckla en stridskonst som skulle bli den mest framstående i världen.
I och med att krigföringen till häst fick sådana stora framgångar så utvecklades även ridkonsten. Den grekiska filosofen, soldaten och forskaren Xenofon (ca 430–356 f.Kr.) är den som räknas som den moderna ridkonstens fader och skrev bland annat en bok i ämnet. Hans stora verk, handboken Kavallerikommandören, visade hur grekerna insåg kavalleriets betydelse i krigföringen. Beridna soldater användes både som spanare och som anfallare.

### Romarriket
Efter Greklands storhetstid skulle romarna följa i deras fotspår och börja erövra Europa. Precis som grekerna var romarna inget stort hästfolk utan hästarna användes som dragdjur och packdjur. Romarna hade även kapplöpningar med vagn, liknande de tävlingar som grekerna anordnade. Dock var det enbart de rikaste i Rom som höll sig med häst och vagn. 
Men romarna hade större kunskap om hästavel och uppfödarna avlade hästar som användes till många ändamål. Bland de olika typerna märktes främst veneticus (jakthästen), celer equus (kapplöpningshästen), bellator equus(krigshästen), itinerarius och manuus (drag- och körhästar) och en mycket stolt och högt prisad paradhäst som kallades cantherius, som travade med höga benlyft. Denna trav skulle även ingå i renässansens klassiska ridtraditioner och ingår än idag i klassisk dressyr. Den kallas passage och är en väldigt samlad trav med högt steg. Enligt traditionen återvände de romerska kejsarna i en triumfvagn dragen av upp till 10 paradhästar eller ridande på dessa i en högt samlad passage om de hade vunnit sin strid.
Utöver dessa typer avlades även hästar till lättare jordbruk och till cirkus. Cirkusen utvecklades med de romerska gladiatorspelen där publiken även underhölls med svåra och farliga trick mellan striderna. Många av dagens cirkusnummer härstammar från de romerska gladiatorspelen. Under själva spelen kunde gladiatorn som kämpade från hästryggen ställas mot både lejon, tjurar och till och med elefanter. Även tjurfäktningen i Spanien och Portugal har utvecklats ur gladiatorspelen.
Under romarrikets storhetstid skulle varje distrikt (tribus) ställa 100 ryttare (celeres) till förfogande för landets armé. Armén delades upp i olika förmögenhetsklasser där ryttarna var de högst betalda och högre stående klasserna. Förutom sina militära plikter fick ryttarna även domarämbeten i landet. Efter de puniska krigen (264-149 f.Kr.) blev den Pyreneiska halvön (Spanien och Portugal) ett centrum för uppfödning av stridshästar till romarnas kavalleri. Det romerska kavalleriet var då upp till en tredjedel av romarnas totala styrka. Bland annat märktes det under erövringen av Storbritannien år 54 f.Kr. då romarna inte kunde inleda sina strider förrän de beridna divisionerna hade anlänt.
Romarriket skulle inte falla förrän under 370-talet e.Kr. då de anfölls av Attila och hunnerna. Detta slag skulle dock leda till att de tyngre kavallerierna över hela Europa utvecklades.

### Araberna
Under 600-700-talet e.Kr. erövrades den Pyreneiska halvön av islamska herraväldet som följdes av en 700 år lång ockupation. Detta skulle ha en betydande påverkan av Europas kultur och civilisation och bland annat inflytandet av arabiskt blod i Europas hästar. Men under många århundraden var de muslimska araberna inte särskilt intresserade av hästar utan hade främst byggt upp ett kavalleri med kamelryttare. Araberna hade bland annat tjänat som kamelskötare under Alexander den store. Men under 300-talet e.Kr. hade araberna utvecklat ett mer hästorienterat samhälle. Under inflytandet av profeten Muhammed skulle intresset för hästavel öka under slutet av 500-talet och förutsättningarna för den islamiska expansionen ökade när kavalleriet kunde nyttja hästar istället för kameler. Med hjälp av arabernas framfart spriddes även det arabiska fullblodet. Inom Islam hade hästskötare och hästuppfödare en viktig roll i den muslimska traditionen och hästen räknades som "den yttersta välsignelsen".
I Europa behövde man nu ett starkt försvar mot de muslimska kavallerierna för att försvara sin kristna tro. Men invasionen av Spanien av de moriska styrkorna från norra Afrika år 711 försvårade utvecklingen av kavalleriet och enbart kungen och hans livvakt som fick sitta till häst under eventuella strider. Den frankiske Karl Martell skulle bli den som skulle upprätta ett kavalleri till slut. Karl Martell var "maior domus" (rikshovmästare) hos kungen av Gallien och skapade ett kavalleri som ställdes i centrum. Ryttarna var tungt bepansrade och bildade en "vägg av stål" som var tillräckligt stark för att stå emot morernas angrepp. Karl Martell skulle även utveckla aveln av stridshästen genom att korsa de europeiska primitiva Skogshästarna med de arabiska hästar som man beslagtagit från de muslimska kavallerierna. Karl Martells sonson Karl den store skulle så småningom fortsätta med samma kavalleri som Martell. Morerna efterlämnade tusentals hästar av arabiskt ursprung och även ett stort antal av den fullblodiga nordafrikanska berberhästen.

### Mongolerna
På 1200-talet skulle utvecklingen av Europas hästar förändras ytterligare efter att mongolerna, ledda av Djingis khan, intog Europa. Mongolerna hade med sig primitivare och mindre hästar som utvecklats ur den mongoliska vildhästen Przewalski och mongoliska ponnyer. Mongolernas arméer bestod helt av ryttare och den 10 000 man starka armén var beroende av hästar. Hästarna användes inte bara som riddjur och stridshästar utan även för att transportera mat och stona gav mjölk och kött. Varje soldat hade upp till fem hästar som de bytte ut efter vägen vid behov. Under erövringarna korsades även deras hästar med större ridhästar som de arabiska fullbloden och andra orientaliska ökenhästar. Det stora antalet hästar var inte bara en nödvändighet för armén utan även en väl planerad strategi då det fick armén att se större ut än den egentligen var.
Mongolernas välde varade i ca 200 år från 1206 till 1405. Deras imperium sträckte sig från Java i Indonesien och Korea till Polen. Den kinesiska generalen Yeh-Lu Tsu sade: "Deras rike vanns från hästryggen men man kan inte regera från hästryggen". Efter mongolernas återtåg ur Europa hade de europeiska häststammarna kraftigt influerats av både ädelt orientaliskt blod från Mellanöstern som mongolerna hade haft med sig och även primitivare mongoliska och kinesiska ponnyer.

### De spanska conquistadorerna
Europas riktiga storhetstid skulle dock följa med upptäckten av Amerika av Christopher Columbus är 1492. I och med upptäckten av den nya världen skeppades ett stort antal spanska conquistadorer över till Nord- och Sydamerika och med sig hade de sina berömda spanska hästar. De spanska hästarna var ingen enskild hästras eller typ utan flera olika sorters hästar som hade inslag av orientaliska ökenhästar och de berberhästar som förts till Spanien med de invaderande morerna över 700 år tidigare. Dessa hästar användes bland annat för att bygga upp stuterier och rancher i Amerika. Men främst var de spanska hästarna den största orsaken till spanjorernas framfart. De infödda indianerna hade aldrig sett hästar förut då hästarna inte hade existerat i Amerika på över 8000 år efter att dessa helt hade dött ut, och de infödda var således rädda för hästarna och troligtvis ännu mer för ryttarna som kunde tygla djuren. De sydamerikanska indianerna har bland annat dokumenterat de spanska soldaterna och hästarna som "tvåhövdade gudar" och offrade både mat och människor för att skonas från de ofta grymma conquistadorerna.
Antalet hästar som fördes till Amerika ökade drastiskt under de kommande 200 åren och många av dessa hästar rymde eller släpptes helt enkelt ut på stäpperna efter att bättre hästar hade skeppats över eller utvecklats vid stuterierna. Dessa förvildade hästar bildade snart hjordar på stäpperna och i bergen som utvecklades olika beroende på var de hamnade. Den mest kända av dessa är den vilda mustangen. De spanska hästarna bar även på starka färg-gener och var ofta tigrerade eller skäckar, något som var ovanligt hos andra hästar. Dessa färger har gått i arv hos bland annat Appaloosan och den amerikanska painthästen.

### Kolonitiden
Spanjorernas erövring av Amerika var början på européernas kolonisering av världen. Kolonialismen hade dock sin storhetstid under 1600-1700-talet. De största staterna var Spanien, Frankrike, Storbritannien, Holland och Portugal som hade kolonier i Afrika och Asien och även Australien. Med hjälp av nybyggarna bosattes och befolkades öar och länder som tidigare varit relativt okända för européerna. Även hästarna spreds på det viset. Öriken, som exempelvis Indonesien, hade ingen egen hästavel, utan de få hästar som fanns där hade importerats från Japan, Korea, Kina eller Mongoliet, och de flesta hade ingen kunskap av avel, så de lokala stammarna var oftast av låg kvalitet. Holländarna intog Indonesien som koloni och förbättrade de lokala ponnystammarna med hjälp av holländska hästar och importerade arabiska fullblod.
Australien hade även varit ett land helt utan hästar innan ön bosattes. De få hästar som fanns där var importerade från Indien, Mellanöstern och södra Europa innan det blev en engelsk koloni. Då engelsmännen hade utvecklat det engelska fullblodet importerades dessa i stor skala till Australien. Även varmblodshästar och ponnyer importerades till ön men det torra och varma klimatet gjorde att Australien var olämpligt för uppfödning av de brittiska raserna. De flesta australier levde på boskapsskötsel och därför utvecklade man istället en typisk boskapshäst som kallades Australian Stock Horse. I likhet med de amerikanska vilda mustangerna utvecklades även hjordar med vilda hästar, så kallade brumbys, i Australien med hjälp av förrymda eller frisläppta hästar.
Även Afrika koloniserades kraftigt av både Storbritannien, Frankrike och Holland och många hästar importerades till kolonierna. Afrika hade inga egna hästar utöver den nordafrikanska berberhästen och importerade arabiska ökenhästar från Arabiska halvön. Med hjälp av de europeiska hästarna kunde man nu utveckla andra raser som anpassades till klimaten i Afrika, bland annat utmärks den sydafrikanska boerhästen.

## Vilda västern
Efter kolonitiden i Amerika utvecklades USA till ett land där den största näringen bestod av boskapsskötsel. Cowboytraditionen växte sig stark och med detta utvecklades även hästarna och ridkonsten. Långa dagar i sadeln krävde hästar som hade uthållighet, de skulle vara snabba och vändbara vid behov. Bland annat utvecklades quarterhästen och sadlarna som tillverkades var bredare och mjukare för att både ryttare och häst skulle kunna ha det bekvämt under långa arbetsdagar.
Hästarna användes även för att dra vagnar när nybyggarna förflyttade sig och vilda hästar tämjdes och avlades av indianerna för att utveckla hästraser som appaloosan eller painthästen. Det var under den här tiden som Westernridningen utvecklades och även sporter som Rodeo. 

### Den amerikanska cowboyen
De spanska conquistadorerna införde inte bara hästar i Nya världen utan introducerade även boskapsskötsel till den ursprungliga befolkningen i både Nord- och Sydamerika. De spanska nybyggarna byggde rancher bland annat i Mexiko och Argentina. I första hand bedrevs boskapsskötseln för att producera läder men den snabbt ökande befolkningen gjorde att efterfrågan på kött ökade drastiskt. För att klara av att sköta de ofantligt stora hjordarna fick många män jobb som boskapsskötare på de växande antalet rancher. De kallades cowboys och deras största hjälpmedel var hästen. Från början fångades många av de vilda mustangerna in för att tämjas och tränas till att driva boskap. Många av dessa mustanger blev ganska brutalt tämjda och inridna av speciella inridare som kallades "broncbusters".
Efter amerikanska inbördeskriget (1861–1865) infördes större och tyngre boskap vilket även gjorde att hästarna utvecklades för att bli starkare. Bland annat utvecklades den oslagbara och vanligaste boskapshästen, quarterhästen. Boskapshästarna avlades så småningom för att sköta olika delar av skötsel och den mest flexibla kallades för "the cutting horse", och de hade en bra förmåga att skilja olika enskilda individer från hjordarna. Lika högt på rangskalan stod "the roping horse" som kunde placera sig i precis rätt läge för att en cowboy skulle kunna träffa rätt med sin lasso. Hästarna kunde även ta spjärn med hovarna mot marken för att kunna få stopp på det infångade djuret. Cowboys hade även en speciell natthäst som var speciellt uttagen för sina förmågor att jobba i mörker och som var mer säkra på foten.

### Indianerna
Efter införandet av hästen av de spanska conquistadorerna bildades stora hjordar med förvildade hästar över hela Nord- och Sydamerika. Redan 1579 dokumenterades de första hjordarna av vildhästar i norra Mexiko. För prärieindianernas del brukar man datera deras hästkultur mellan 1540-talet och 1880-talet. Men de flesta indianstammar började med hästar långt senare. De första stammarna som använde och avlade hästar var pueblostammarna i Mexiko då de levde i ett relativt hästrikt område. De flesta stammarna som levde i norra USA och Kanada skulle dock inte använda hästar i större utsträckning förrän under den första delen av 1700-talet. Den största anledningen till att indianerna började använda hästar var den ökade säkerheten när de skulle jaga buffel. Bufflarna var en viktig tillgång till indianerna och gav stammarna både mat och hudar som användes till kläder, mattor, rep och viktigast av allt, hud till att bygga väggarna i sina tält, så kallade tipis. Indianerna insåg snabbt att det var både lättare och säkrare att jaga bufflarna till häst än till fots. Hästarna innebar även att indianerna kunde flytta sina läger mycket snabbare och människan slapp bära alla de tyngsta ägodelarna.
Under 1870-talet hade indianernas häststatus ökat kraftigt. Det uppskattades att av de 120 000 prärieindianerna ägde 160 000 hästar. Stammar som Nez Perce besatt en stor kunskap i hästavel och man har bland annat dem att tacka för den prickiga appaloosan och deras officiella ras, nez perce-hästen. Man beräknade Nez Perce-stammens hästar att uppnå ett antal av ca 12 000 djur. Även stammar som Umatilla och Cayuse hade stora hjordar med ca 11,7 hästar per person. Cayuseindianerna avlade även de fram en egen officiell ras, cayuseponnyn. 
De nordligaste stammarna, svartfotsindianerna, hade börjat relativt sent med hästar. Trots detta blev de en av de stammar som höll sig med flest hästar och en högt uppsatt svartfotsindian ägde ofta upp mot 40 hästar. Även de fattigare stammedlemmarna ägde minst 5-6 hästar. Svartfotsindianerna studerades ingående av europeiska observatörer, som fann att det fanns minst tio olika sorters hästar hos stammen. Där fanns buffel- och stridshästen, en häst för vinterjakt, en ridhäst för resor, en travoishäst (en travois är en släpa som dras av en häst), en klövjehäst, en häst som drog stängerna till indianernas tipis, en kapplöpningshäst, ett sto och även en hingst som användes i avel och till sist ett stabilt lite äldre sto som fungerade som ledare i hästflocken. Buffel- och stridshästarna och kapplöpningshästarna ägnades mest uppmärksamhet och indianerna hade lärt sig att avla på snabbhet vilket gjorde att stammens hästar i regel var mycket snabbare än de vita nybyggarnas hästar trots att de var större och kraftigare. Trots att det bedrevs en hel del inavel bland hästarna i indianstammarna behöll hästarna sin starka exteriör och sin naturliga härdighet. Indianernas hästar lärde sig bland annat att överleva på enbart strävt präriegräs. Enbart på vintern gav indianerna sina hästar extra foder, då ofta bark från den amerikanska aspen, kallad poppel eller Cottonwood på engelska.
Indianerna lärde sig även att rida och använde oftast den enklaste utrustningen. Som huvudlag användes oftast inte mer än ett rep som lindades runt hästens käke och indianerna red ofta barbacka utan sadel. De få gånger de använde sadel använde man en sadel gjord i trä, mycket liknande de sadlar som använts av skyterna 1000 år tidigare än indianerna. Den enda skillnaden var stigbyglarna som indianerna lät tillverka på sina sadlar. Oftast var det bara de högt uppsatta hövdingarna som red med sadel.
En nästan parallell utveckling skedde även bland de sydamerikanska indianstammarna, även om dessa aldrig blev så avancerade hästfolk som de nordliga indianerna. Dessa stammar bedrev ingen egen avel utan stal istället hästarna från spanska bosättningar när de behövde egna riddjur. Men under de senare 1800-talet blev många av dessa indianer "cowboys" eller så kallade gauchos på de rancher av spansk modell som byggdes upp i Sydamerika.
Den indianska hästkulturen hade en stor, nästan häpnadsväckande, likhet med den asiatiska hästhållningen. Bland annat var föreställningarna om hästens anatomi och egenskaper nästan identisk med den föreställning som fanns bland nomadfolken i Ural-Altai i Sibirien. Istället för de högt uppsatta schamanerna i Asien hade man de visa och kloka medicinmännen. Även sadlarna var slående lika varandra i uppbyggnad. Den största skillnaden var att de asiatiska nomadfolkens rikedomar räknades i all slags boskap, får och getter med indianstammarnas rikedom uteslutet räknades i hästar.

## Renässansen
Under renässansen (ca 1400-1500-talet) prövades nya metoder även inom hästhållningen, ibland användes grymma metoder för att bli av med olater. Bland annat skrevs en bok av stallmästaren Grisoni som kallades "Föreskrifter för ridning" där han beskrev att man kunde få fart på en trög häst genom att binda fast brinnande halm, en katt eller en igelkott i hästens svans. Han skrev även att man kunde låta män närma sig hästen bakifrån med vassa föremål.
Trots dessa grymma metoder åstadkom de tidigaste ridmästarna anmärkningsvärda resultat och man uppskattade rytmiska och balanserade rörelser hos sina hästar. Det blev bland annat vanligt att man tog till Fiaschis metod att använda musik under ridningen, då han menade att man "inte kom någonvart utan takt och ton". Detta lär ha varit upphovet till dagens Kürprogram inom dressyrsporten. Dessa försök att föra den akademiska ridkonsten vidare ledde även till att hästarna blev lydigare och mer lättlärda och man avlade fram lättare hästtyper. Man anser bland annat att den spanska hästen utvecklades under renässansen och användes i stor utsträckning i Europa. Detta var en ädel och eldig men ändå foglig häst som blev en hörnsten i bildandet av den Spanska ridskolan i Wien, som grundades 1572. 
Under slutet av 1400-talet upptäcktes även Amerika av Christopher Columbus och en stor mängd spanska hästar och spanska jenneter fördes till den Nya Världen där spanjorerna bildade kolonier. Ända fram till 1600-talets slut tillfördes fler hästar kontinuerligt och en del av dessa hästar användes för att grunda stuterier i Amerika. Men många hästar släpptes lösa eller rymde och bildade stora vilda flockar med hästar. Dessa flockar utvecklades olika beroende på var de höll till och bland annat utvecklades de till de vilda mustangerna och de prickiga appaloosahästarna. Idag har nästan alla de nord- och sydamerikanska hästraserna sitt ursprung i de spanska hästar som fördes från Europa till Amerika under renässansen.

## Barocken
Under barocken (ca 1600–1700-talet) koloniserades stora delar av världen av Storbritannien, Holland, Frankrike och Spanien, vilket satte betydande spår i världens hästavel. Den största påverkan på världens hästraser kom från det arabiska fullblodet och den spanska hästen. Men under 1600-talet började man utveckla det engelska fullblodet som inte bara skulle revolutionera galoppsporten och bli världens snabbaste hästras, de skulle även bli en av de starkaste influenserna på sporthästar världen över. Under barocken blev det vanligare att man tävlade inom hästsporter som galopp och travsport.
Körhästarna blev allt vanligare över hela världen och skulle så småningom ersätta ridhästen som transportmedel, och ridhästarna användes snart enbart på fritiden. För att ta sig fram skulle man nu ha ståtliga vagnshästar och en dyrt utsmyckad vagn. De absolut rikaste kunde hålla sig med flera olika sorters hästar och det var vanligt att adelsmän hade fyra likadana vagnshästar till sina vagnar, en häst för vanlig fritidsridning och en häst för jakt. Ända sedan medeltiden hade även damer ridit i så kallade damsadlar då kvinnorna skulle rida i långa kjolar eller klänningar. Under barocken utvecklades damernas ridstil och damerna började även använda finare klänningar och red ståtliga hästar för att tydligt visa att man tillhörde en högre samhällsklass. Både hovet och kungligheter började nu även att samla på udda och fascinerande hästar. Miniatyrhästar med ovanliga färger såldes i hundratals till de europeiska slotten. Bland annat finns en målning från mitten av 1800-talet som visar vad som tros vara drottning Victoria som kör en vagn med en liten prickig ponny, åtföljd av en prickig Dalmatiner i koppel efter vagnen. Storbritannien hade då en enorm export av sina brittiska prickiga ponnyer som har funnits i England sedan stenåldern. Även den prickiga rasen knabstrupper utvecklades under barocken.  
Barocken var även känd som förfinandets era och ridkonsten skulle komma att djupt påverkas under den här tiden. Man lade inte all vikt på att enbart få hästen dit man ville utan man skulle även rida avancerade rörelser och hästens lydnad och skönhet skulle visas upp. Den klassiska dressyren härstammar från barocken när folkets förväntningar och intressen ändrades. Bland annat hade hästens betydelse i strid minskat och nu ville man få hästarna att röra sig vackert. Idag finns speciella grenar och uppvisningar i barockridning, där ryttare och ekipage visar upp sig som under barocken.

## Industriella revolutionen och nutiden

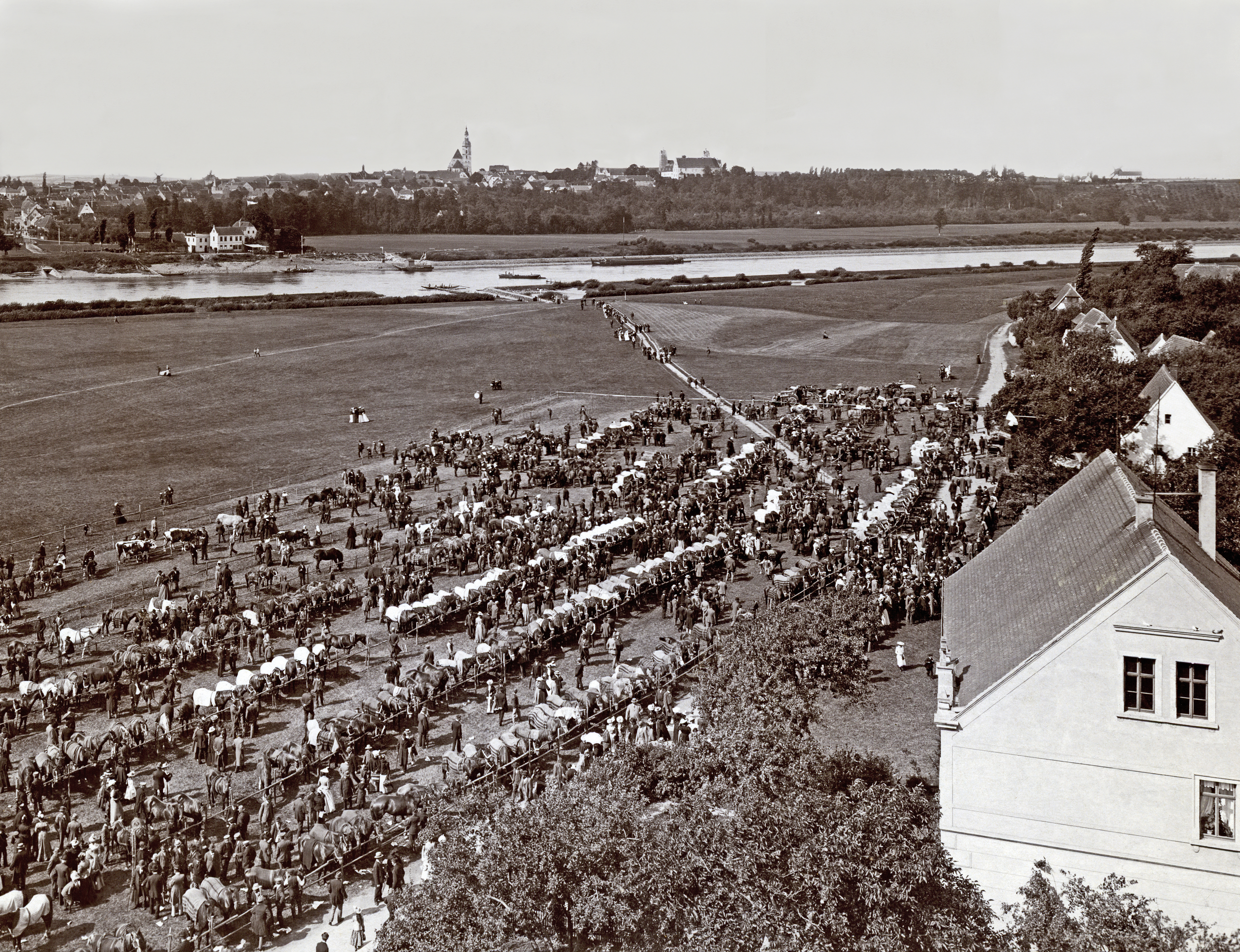
Häst- och komarknad i byn Lorenzkirch i Sachsen, omkring 1900

Under slutet av barocken blev det även vanligare att bönderna bytte ut oxar och nötkreatur mot hästar i jordbruksarbetet. Även om hällristningar som hittats i norra Europa som är från bronsåldern visade hästar som var fastspända framför plogar, skulle det dröja ända fram till 1700-talet innan hästen ersatte oxen i jordbruken i Europa. Under bronsåldern var en häst framför plogen enbart symboliskt och användes i en religiös ritual där den första fåran plöjdes av hästen för att sedan ersättas med oxarna. Varken seldon eller hästarna var tillräckligt utvecklades för att klara jorden i norra Europa. Inte förrän på 1000-talet fanns det stora kraftiga hästar som kunde klara av jorden, men dessa hästar användes främst inom krigföringen. På många ställen i Sverige, bland annat Småland, Skåne och Bohuslän, användes oxarna till och med ända fram till första världskrigets slut. Inte ens i Asien eller Mellanöstern, där hästarna först domesticerades, användes hästarna inom jordbruket då hästarna värdesattes för högt.
Under 1700-talets senare hälft skulle dock hästen komma att bli allt vanligare inom jordbruket och som arbetshästar, när de tyngre kallblodsraserna utvecklades. Hästarna var både snabbare och i vissa fall starkare än oxarna. Oxarna var idisslare och tog längre tid på sig att ta vara på näringen och energin i fodret. Den ökande industrialiseringen gjorde även att behovet av mat ökade och jordbruken kunde både utökas och gå med större vinst. Arbetshästar användes i jordbruket bland annat för att plöja eller dra t.ex. harvar, såmaskiner, stockvältar, höskrindor, slåttermaskin mm. I USA hade man bland annat utvecklat en 12 meter bred och 15 ton tung skördetröska som krävde ca 30, ibland upp till 40 hästar att dra den. I USA växte populationen så snabbt under slutet av 1800-talet att även jordbruken expanderade så mycket att mellan 1860 och 1914 ökade hästpopulationen i USA från 7 miljoner hästar till 25 miljoner.
För samfärdseln spelade hästen en viktig roll i samhället i övrigt och i städerna var hästdroskor och hästdragna "taxi-vagnar" vanliga.
Hästen användes fortfarande inom arméerna till och med andra världskriget men i allt mindre utsträckning och ersattes under och efter kriget av motorfordon. 
Från mitten av 1900-talet mekaniserades jordbruket mer och mer och många hästar blev överflödiga. Aveln av tyngre arbetshästar saktades ner och en del av dessa tyngre raser försvann helt. Dock finns det än idag folk som är beroende av hästar inom jordbruket, bland annat i bergsområden där traktorer har svårt att ta sig fram och många av de fattigare republikerna i Asien och Sydamerika utnyttjar fortfarande hästarna inom både jordbruken och skogsbruken. Även i USA används hästarna, bland annat av amishfolket och på vissa håll finns även bönder som helt enkelt anser att det är både lättare, billigare och miljövänligare med hästar.
Hästen spelar fortfarande stor roll i dagens samhälle. Hästsporten ökade kraftigt som hobby och man inriktade sig istället på rena sporthästar och barnponnyer

## Hästsportens utveckling
Ridningen har sitt ursprung i de skytiska samhällena i Persien runt 700 f.Kr. men utvecklades i Grekland i den grekiske filosofen, författaren och historikern Xenofon (430-355 f.Kr.). Hans läror byggde på gamla traditioner och kunskaper och utvecklade ett paradsteg som idag kan jämföras med dressyrens piaff eller passage, där hästen trampar väldigt samlat eller trampar på plats. Passage var även en vanlig rörelse hos paradhästarna under romarrikets storhetstid. Dessa principer skulle användes även under medeltiden av riddarna. Den klassiska ridkonsten skulle sedan utvecklas ännu mer under renässansen där klassisk dressyr fick en hög status. Ridkonsten anpassades och ändrades till fulländning av så kallade "ridmästare" i Neapel i Italien som sedan kulminerade och standardiserades i Frankrike av Francois Robichon de la Guériniére. Francois betraktade ridkonsten som en vetenskap och kallades den moderna ridkonstens fader. 
Hästsport och ridsport har dock existerat ända sedan hästen tämjdes i Mellanöstern. I främre orienten och Indien hade man bland annat utvecklat ryttarlekar som liknar vår dags gymkhana. Även kapplöpningar och en enkel variant av hästpolo hade utvecklats i detta område. I norra orienten, mot ryska gränsen spelades många olika ryttarlekar där man bland annat skulle riva tält eller sticka vildsvin med svärd eller lansar.
De största tävlingarna kom dock under antiken och under romarrikets storhetstid. I både Grekland och Rom kapplöpte man med häst och vagn och i Grekland blev kapplöpningen en olympisk gren år 680 f.Kr. i de 25:e olympiska spelen. I Rom var dessa kapplöpningar så stora att de tävlande ekipagen till och med "sponsrades" av olika politiska grupper. Vagnarna märktes även i antingen rött, grönt, blått eller vitt, beroende på vilken årstid de användes. Dock var känslorna så starka under dessa tävlingar att många av dem slutade med svåra upplopp på gatorna i Rom.  
Ridsport fick inte någon större status i Europa förrän under 1800-talet. Banhoppningen blev officiell statussport 1865 efter att "Royal Dublin Society" anordnat tävlingar i långa och höga hopp under en utställning. Intresset för ridsporten ökade stadigt under slutet av 1800-talet och början av 1900-talet och år 1900 var hoppning godkänt som en olympisk gren i OS i Paris. Dressyren blev godkänd 1912. 
I samband med att intresset för ridsporten ökade även efterfrågan på hästar som klarade av påfrestningarna och som hade talang för antingen hoppning eller dressyr eller både och. Många sporthästar som de tyska varmblodshästarna hannoveranare och holsteinare utvecklades och även större hunterhästar för jakt och hoppning. Nästan alla varmblodshästar utvecklades med hjälp av det engelska och det arabiska fullblodet som gav snabbhet och ädla linjer till de nya ridhästarna. Talanger inom hoppning, dressyr och fälttävlan användes vidare i aveln och idag har vi ett väl utvecklat system för avel och träning av tävlingshästar på elitnivå.
Sedan mitten av 1900-talet har man även tävlat ponny på elitnivå och utvecklingen av ponnyer som mötte kraven på atletiska förmågor och som ändå var lugna och stabila i temperamentet som gjorde dem lätthanterliga blev en trend som håller i sig än idag. Bland annat utvecklades den brittiska och den tyska ridponnyn och idag har vi även utvecklat en svensk ridponny.

## Den moderna hästen

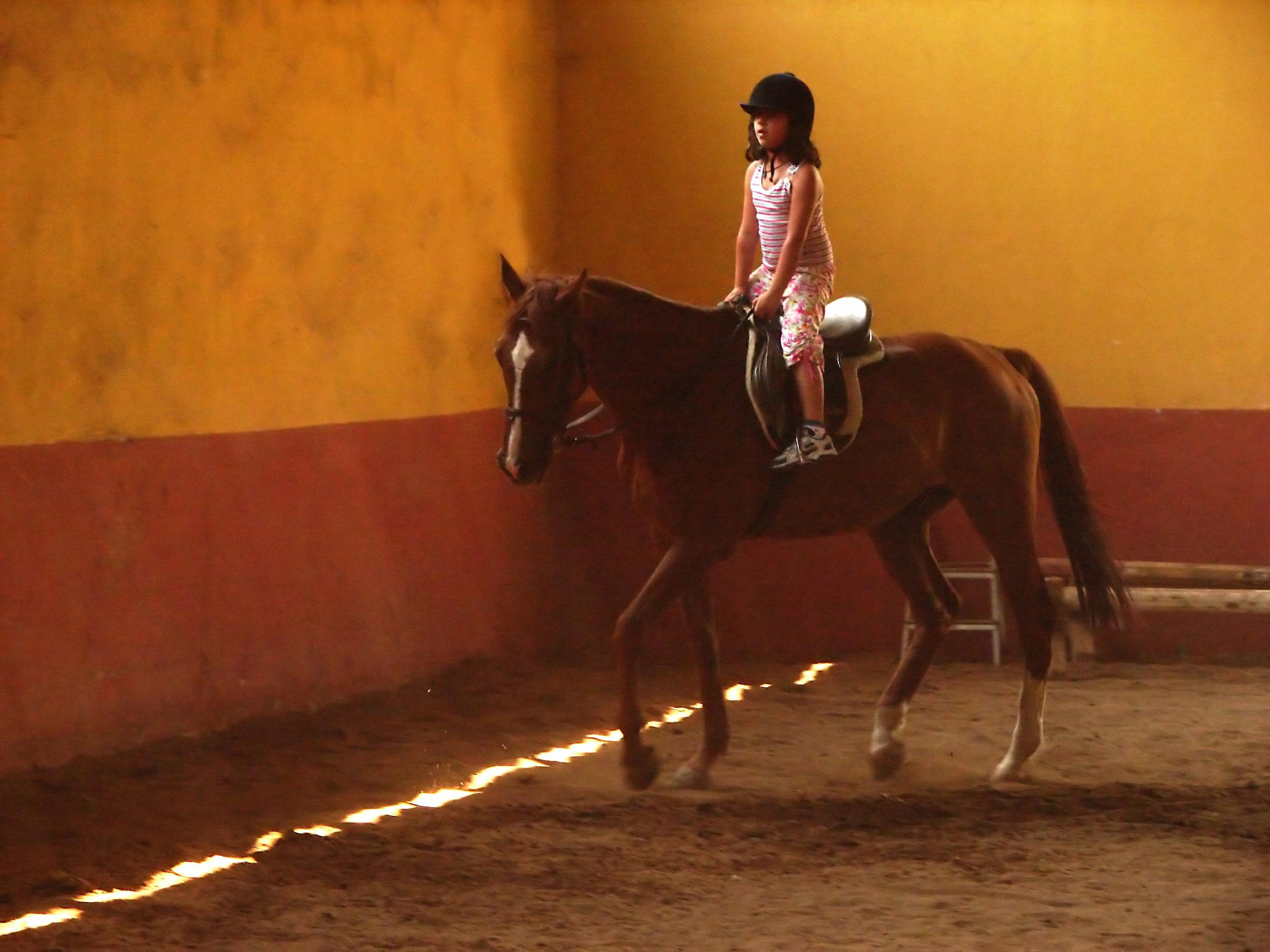
Tack vare tämjandet av hästen är ridsport och hästsport idag världens största sport och ett vanligt fritidsintresse både bland barn och vuxna.

Efter andra världskriget stod man inför en lång rad med stora förändringar som skulle påverka synen på hästskötsel, avel och hästhållning. Både jordbruken och transporten mekaniserades och hästarna ersattes av traktorer, bilar eller maskiner. Många av världens största stuterier fick nu helt och hållet lägga om sina avelsprogram. I de flesta fall korsades tyngre arbetshästar och körhästar med lättare hästraser. Tyngden lades nu istället på ridsport och nöjesridning. Tunga kallblodshästar såldes till slakt för att användas i köttproduktion. För att rädda dessa tyngre hästar har många av dessa raser fått nytt liv som draghästar för bryggerier och en del marknadsförs även som större och kraftigare ridhästar. Ett exempel är den nordsvenska brukshästen som är väldigt populär som ridhäst och numera även inom travsporten.
Hästhållningen utvecklas konstant och även veterinärmedicinen. Sedan 1980-talet har de flesta länder instiftat en lag om att hästar ska vaccineras årligen, samt innan import, export eller inresa till annat land, t.ex. vid internationella tävlingar. Detta har gjort att de riktigt svåra utbrotten av hästinfluensa minskat betydligt. 
Arbete med hästar idag består i uppfödning, skötsel eller enbart ridning. Även inom turistverksamheten finns turridning eller åkning med häst och vagn. Hästen fungerar även som tjänstedjur inom armén och som polishästar och är lika viktiga för många människor idag som för flera hundra år sedan när man förlitade sig på hästen som transportmedel eller arbetskraft inom lantbruket. Hästen har fått ny roll som husdjur, kamrat och inom terapin.